# Ellingtonia
| Recensione | Giudizio |
| ---------- | -------- |
| AllMusic   |          |

Ellingtonia è un album a nome Rex Stewart and His Orchestra, pubblicato dall'etichetta discografica Dial Records nel 1951.

## Tracce

### LP
Lato A
1. Carnival in Naples (Muskrat Ramble) – 2:16 (musica: Kid Ory) – Registrato il 9 dicembre 1947 a Parigi (Francia)
2. Deep South (Georgia on My Mind) – 2:49 (musica: Hoagy Carmichael) – Registrato il 9 dicembre 1947 a Parigi (Francia)
3. Jug Blues – 3:06 (musica: Rex Stewart) – Registrato il 10 dicembre 1947 a Parigi (Francia)
4. Duke 1949 (I Didn't Know About You) – 2:47 (musica: Duke Ellington) – Registrato il 10 dicembre 1947 a Parigi (Francia)

Lato B
1. Hop Head (Feelin' Fine) – 2:56 (musica: Duke Ellington, Otto Hardwick) – Registrato l'8 dicembre 1947 a Parigi (Francia)
2. Trumpet's Prayer (I Cried for You) – 2:52 (testo: Arthur Freed – musica: Abe Lyman, Gus Arnheim) – Registrato il 9 dicembre 1947 a Parigi (Francia)
3. Don't Get Around Much (Madelaine) – 2:47 (musica: Rex Stewart) – Registrato il 9 dicembre 1947 a Parigi (Francia)
4. Rome-Paris Express (I'm the Luckiest Fool) – 3:12 (Jimmy Davis) – Registrato il 10 dicembre 1947 a Parigi (Francia)

## Musicisti
Rex Stewart Orchestra
- Rex Stewart – tromba
- Sandy Williams – trombone
- Johnny Harris – sassofono alto
- Vernon Story – sassofono tenore
- Hubert Rostaing – clarinetto
- Don Gais – piano
- Django Reinhardt – chitarra
- Czabanyick (Ladislas Czabanick) – contrabbasso
- Ted Curry – batteria